# 北九州市立大蔵中学校
北九州市立大蔵中学校（きたきゅうしゅうしりつ おおくらちゅうがっこう）は、福岡県北九州市八幡東区にある公立中学校。

## 沿革
- 1956年9月1日 - 八幡市立大蔵中学校として開校。
- 1957年4月24日 - 校歌制定。
- 1967年3月10日 - 運動場スタンド建設。
- 1973年4月12日 - 養護学級開設（現・特別支援学級）。
- 1986年2月19日 - パソコン教室開設。
- 1995年6月17日 - 武道場・プール落成式。
- 2001年 - 2003年 - 市情報教育推進モデル校。

## 所在地
- 福岡県北九州市八幡東区大蔵一丁目4番1号

## 部活動
- バスケットボール部（男・女）
- バレー部（女子）
- 柔道部（男・女）
  - 2004年マルちゃん杯全日本少年柔道大会男子団体戦優勝
  - 2017年近代柔道杯全国中学生柔道大会オープンの部優勝
- 剣道部（男・女）
- 卓球部（男子）
- 水泳部（男・女）
- サッカー部（男・女）
- 吹奏楽部（男・女）
- 美術部（男・女）
- バドミントン

## 著名な出身者
- 加藤久美子 - 北朝鮮による拉致被害者
- 舛添要一 - 政治家、元厚生労働大臣
- 和田直也 - 作曲家
- 田辺いちか - 講談師